# Masaya Nakamura (acteur)
Masaya Nakamura  (中村 昌也, Nakamura Masaya) est un acteur japonais, né le 30 avril 1986 à Osaka, au Japon. Il est rattaché au groupe d'acteur D-BOYS, produit par Watanabe Productions. Il a rejoint ce groupe en juillet 2007. Il est marié à Mari Yaguchi, ex-membre du groupe Morning Musume.

## Carrière

### Télévision
- Puzzle, as Tetsuya Tanno (TV Asahi, 2007)
- Gakumon no Susume, as Shun Tokunaga (TV Asahi, 2007)
- Hatachi no Koibito (TBS, 2007)
- Ouran High School Host Club, as Morinozuka Takashi (TBS, 2011)

### Cinéma
- Arakure Knight (2007)

### Théâtre
- Musical Dear Boys, as Shinichi Takeuchi (2007)
- D-BOYS STAGE vol.2 (2008, in pre-production)[1]